# Johann Rudolf Wyss
Pour les articles homonymes, voir Wyss.
Johann Rudolf Wyss, né en 1781 à Berne et mort en 1830, est un écrivain, pasteur et professeur de philosophie suisse.

## Biographie
Fils du romancier Johann David Wyss, professeur de philosophie à Berne, il est surtout connu comme auteur de l'ancien hymne national suisse, intitulé Rufst du, mein Vaterland (littéralement : Tu nous appelles, ô patrie) ; il sera remplacé en 1961 par le Cantique suisse.
Il a également édité l'œuvre de son père, Le Robinson suisse (1812), roman d’aventures et d'éducation qui a acquis une grande popularité et a été traduit dans toutes les langues de l'Europe, mais surtout à partir de la version française de Mme de Montolieu qui y ajouta une fin et remania plusieurs chapitres. 

## Écrits
- Promenades dans l'Oberland (Reise in das Berner Oberland) par Wys et Lutz - Paris : Audin ; Genève : Bricquet et Dubois, 70 p. Réédité en 1817 sous le titre : Voyage dans l'Oberland bernois, Berne : J. J. Bourgdorfer, 2 vol. in-16

- À toi, mon enfant, récits sous le tilleul du presbytère, écrit en collaboration avec le chanoine Christoph von Schmid, œuvre parue en France en 1836[1].

- Soirées de l'ermitage : récits et nouvelles dans l'île déserte, paru en France en 1836[2].

## Source
Marie-Nicolas Bouillet  et Alexis Chassang (dir.), « Jean Rodolphe Wyss » dans Dictionnaire universel d’histoire et de géographie, 1878 (lire sur Wikisource)